# Voynichmanuskriptet

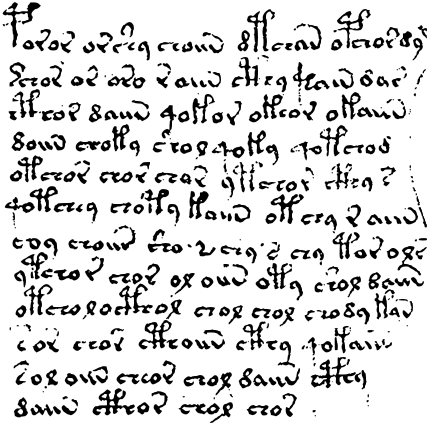
Voynichmanuskriptet är skrivet på ett okänt språk/chiffer.

Voynichmanuskriptet (Voynich MS) är en mystisk illustrerad bok (codex), skriven i början av 1400-talet på ett okänt språk eller ett chiffer.
Manuskriptet har fått sitt namn efter den polske bokhandlaren Wilfred M. Voynich (född i nuvarande Litauen) som hittade det 1912 och emigrerade till USA två år senare. Det förvaras för närvarande i biblioteket vid Yale University i USA.
Det 234 sidor långa manuskriptet hade ingen fram till 2018 lyckats tyda ett enda ord av. Många misstänkte att manuskriptet bara är en nonsenstext av en medeltida kvacksalvare, som ville imponera på sina patienter eller sälja som en magisk läkebok.
I maj 2019 publicerade en forskare från Bristoluniversitetet en partiell uttydning och hävdar att texten är skriven av nunnor på ett utdött romanskt språk med en ovanlig teckenuppsättning och stilistik –  Mer en primitiv transkription av ett talspråk än ett skriftspråk.
Ett brev daterat 1666 fanns med manuskriptet. Brevet var från Johannes Marcus Marci av Kronland, vid tiden rektor för Karls-universitetet i Prag, till den lärde jesuiten Athanasius Kircher i Rom. I brevet ber avsändaren Athanasius Kircher att dekryptera manuskriptet och berättar att det en gång har blivit köpt av kejsar Rudolf II av Böhmen för 600 gulddukater. I brevet nämns även Roger Bacon, franciskanermunk som levde under 1200-talet, som manuskriptets författare. 
En kol-14-datering av manuskriptet (som är av pergament) visar att det med 95 procents säkerhet skrevs mellan åren 1404-1438. 
En bild visar försvarsdetaljer på en murkrönsutformning, som då endast fanns i ett antal städer i norra Italien. Den avbildade detaljen kan därför möjligtvis förknippas med manuskriptet på något sätt. Sista sidan har flera okända ord med latinska alfabetet vars bokstäver pekar på Spanien, Frankrike eller norra Italien. Möjligen är detta ett tillägg av okänd ålder. Det finns i texten ingen struktur som klart liknar något känt språk. En del språkvetare anser sig ha funnit likheter med vissa asiatiska språkgrupper.  
Synliga fel som överstrykningar m.m. saknas, vilket stöder teorin om en nonsenstext. Några forskare tror sig dock ha hittat ändringar av bokstäver som kan vara korrigeringar av fel. Om det är en meningslös text kan en mall med hål ha lagts och flyttats över en platta med bokstäver där de synliga skrivits ner som ord. Mot denna mycket snabba metod talar att texten ibland vimlar av upprepningar (ett ord tre gånger i rad) och ord mycket lika varandra, ibland 3-4 gånger på samma rad. Ord med 1-2 bokstäver saknas nästan helt. Vissa bokstäver finns mest i början eller slutet av ord och andra bokstäver endast i mitten av ord. Författaren har skrivit in en text liknande den i ett skriftspråk, möjligen för att sälja som en mystisk läkebok då halva boken avbildar växter. Dessa sidor inleds med unika ord, som kan vara (eller låtsas vara) växternas namn. Av dessa är ingen med säkerhet identifierad, endast några enstaka påminner om existerande växter.